# Francesco Cuccovillo
Francesco Cuccovillo (Bari, 30 gennaio 1962) è un ex calciatore italiano, di ruolo difensore o centrocampista.

## Carriera
Ha disputato gran parte della carriera nel Bari, inclusa la stagione 1985-1986 in Serie A nella quale ha totalizzato 25 presenze e nessuna rete.
Oltre che col Bari, ha militato in Serie B con la maglia del Messina, collezionando 73 presenze e una rete nella cadetteria.

## Statistiche

### Presenze e reti nei club
| Stagione        | Squadra         | Campionato      | Campionato | Campionato | Coppe nazionali | Coppe nazionali | Coppe nazionali | Coppe continentali | Coppe continentali | Coppe continentali | Altre coppe | Altre coppe | Altre coppe | Totale | Totale |
| Stagione        | Squadra         | Comp            | Pres       | Reti       | Comp            | Pres            | Reti            | Comp               | Pres               | Reti               | Comp        | Pres        | Reti        | Pres   | Reti   |
| --------------- | --------------- | --------------- | ---------- | ---------- | --------------- | --------------- | --------------- | ------------------ | ------------------ | ------------------ | ----------- | ----------- | ----------- | ------ | ------ |
| 1981-1982       | Bari            | B               | 2          | 0          | CI              | 0               | 0               | -                  | -                  | -                  | -           | -           | -           | 2      | 0      |
| 1982-1983       | Bari            | B               | 12         | 0          | CI              | 2               | 0               | -                  | -                  | -                  | -           | -           | -           | 14     | 0      |
| 1983-1984       | Bari            | C               | 33         | 2          | CI+CI-C         | 11+?            | 0               | -                  | -                  | -                  | -           | -           | -           | 44+    | 2      |
| 1984-1985       | Bari            | B               | 34         | 1          | CI              | 6               | 0               | -                  | -                  | -                  | -           | -           | -           | 40     | 1      |
| 1985-1986       | Bari            | A               | 25         | 0          | CI              | 5               | 0               | -                  | -                  | -                  | -           | -           | -           | 30     | 0      |
| 1986-1987       | Bari            | B               | 16         | 1          | CI              | 5               | 0               | -                  | -                  | -                  | -           | -           | -           | 21     | 1      |
| Totale Bari     | Totale Bari     | Totale Bari     | 122        | 4          |                 | 29+             | 0               |                    | -                  | -                  |             | -           | -           | 151+   | 4      |
| 1987-1988       | Messina         | B               | 9          | 0          | CI              | 0               | 0               | -                  | -                  | -                  | -           | -           | -           | 9      | 0      |
| 1989-1990       | Monopoli        | C1              | 10         | 0          | CI-C            | ?               | ?               | -                  | -                  | -                  | -           | -           | -           | 10+    | 0+     |
| 1990-1991       | Altamura        | C2              | 18         | 1          | CI-C            | ?               | ?               | -                  | -                  | -                  | -           | -           | -           | 18+    | 1+     |
| 1991-1992       | Belluno         | D               | 13         | 0          | CI-D            | ?               | ?               | -                  | -                  | -                  | -           | -           | -           | 13+    | 0+     |
| Totale carriera | Totale carriera | Totale carriera | 172        | 5          |                 | 29+             | 0               |                    | -                  | -                  |             | -           | -           | 201+   | 5+     |

## Palmarès

### Club

#### Competizioni nazionali
- Serie C1: 1

Bari: 1983-1984